# Masashi Ebinuma
Masashi Ebinuma (n. 15 februarie 1990, Oyama, Japonia) este un judocan ce a reprezentat Japonia, medaliat olimpic. A participat la 2 ediții ale Jocurilor Olimpice (2012, 2016) în care a câștigat o medalie de bronz.